# 베오그라드 대학교
베오그라드 대학교(세르비아어: Универзитет у Београду)는 세르비아 베오그라드에 소재한 대학교이다. 1808년 'Belgrade Higher School'이라는 교명으로 설립되었다가 크라구예바츠의 여러 부서들과 합병되면서 단일 대학교가 되었다. 등록 학생 수는 약 97,700명이다.